# 锥序清风藤
锥序清风藤（学名：Sabia paniculata），为清风藤科清风藤属下的一个植物种。